# Periegopidae
Periegopidae zijn een familie van spinnen. De familie telt één beschreven geslacht en 2 soorten.

## Geslacht
- Periegops Simon, 1893

## Taxonomie
Voor een overzicht van de geslachten en soorten behorende tot de familie zie de lijst van Periegopidae.